# Tamaryszkowate

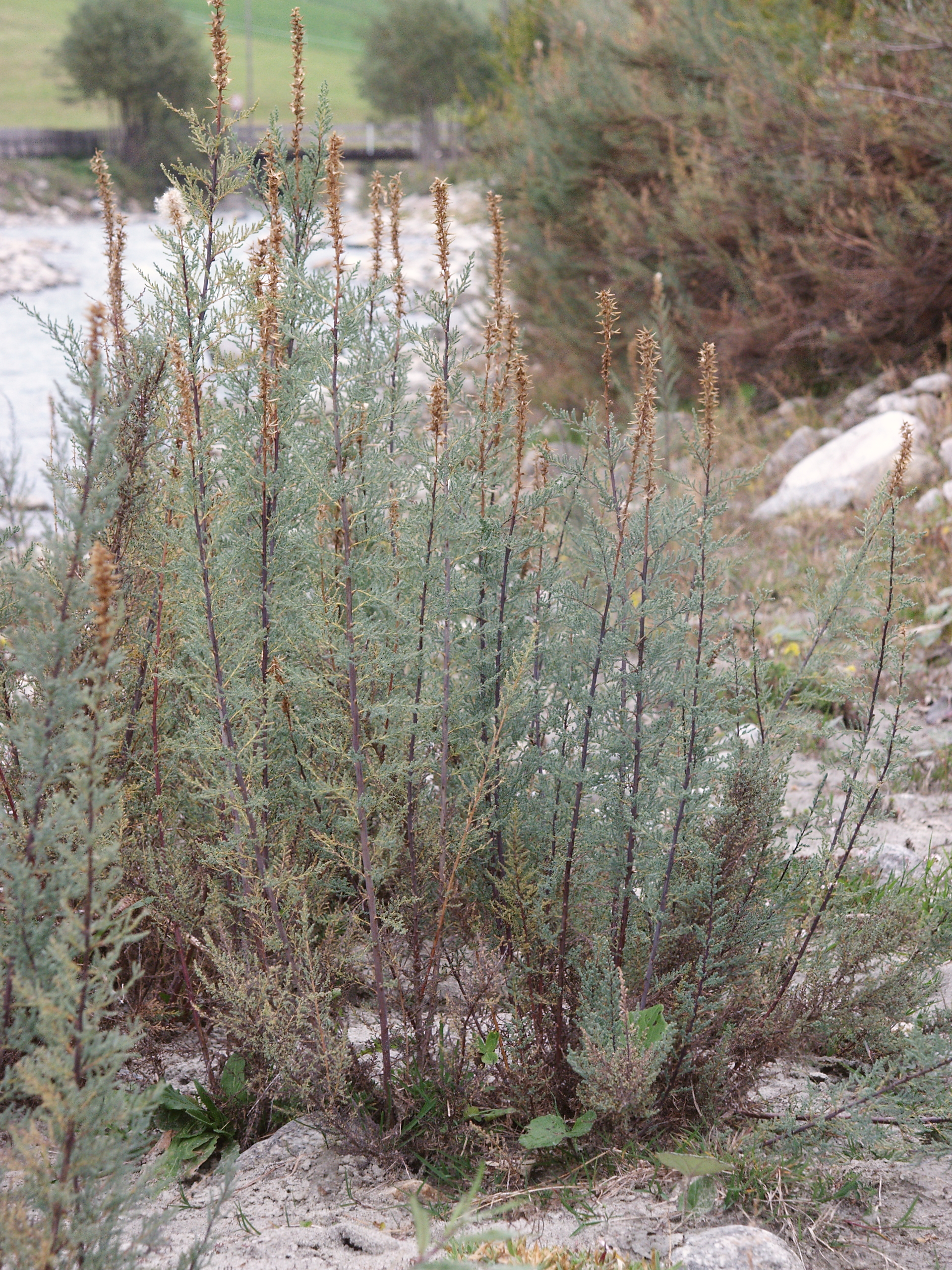
Września pobrzeżna

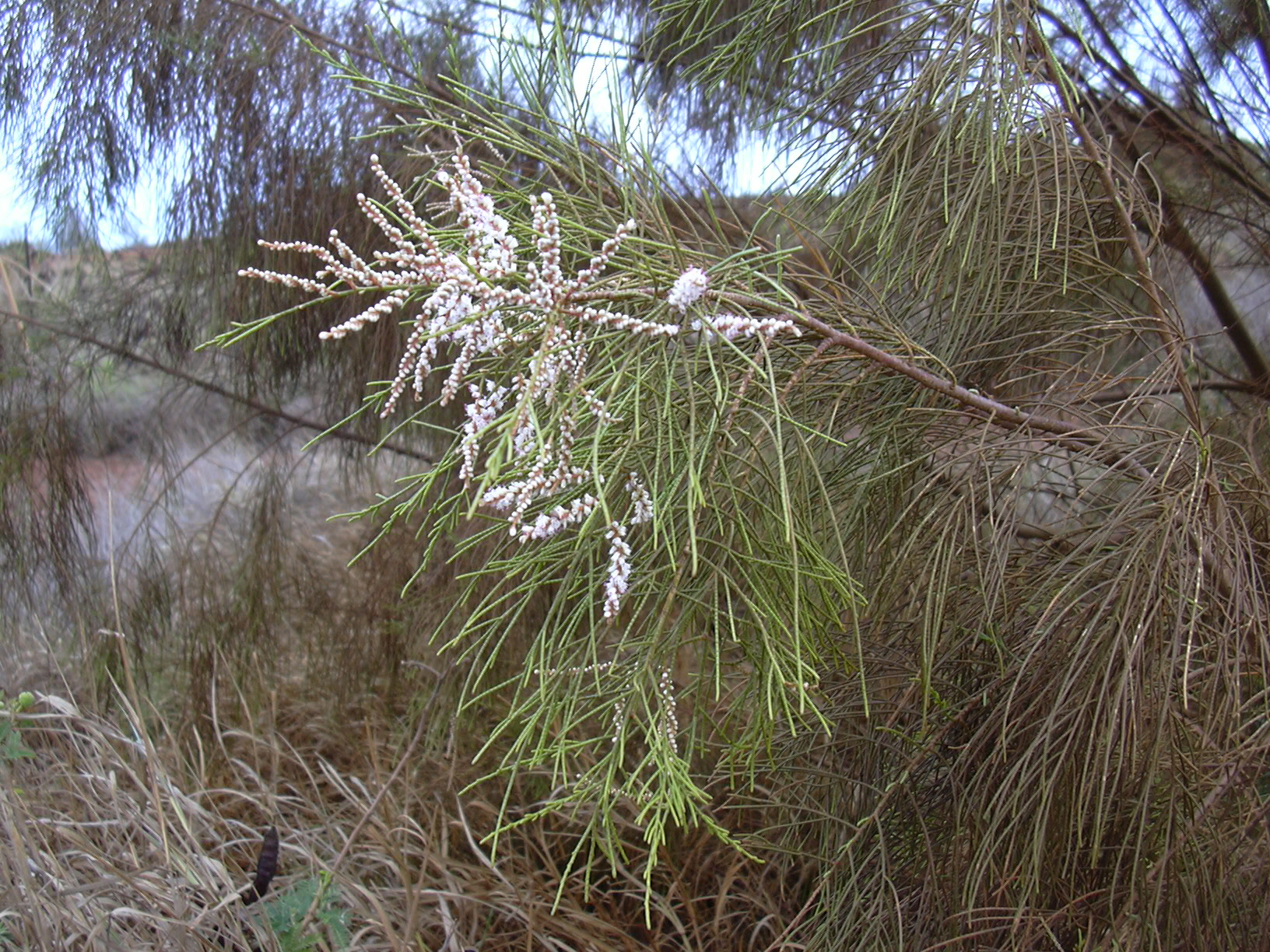
Tamaryszek członowany

Tamaryszkowate (Tamaricaceae Link) – rodzina roślin okrytonasiennych. Zaliczanych jest tu 5 rodzajów roślin z 90 gatunkami o pędach drewniejących, z drobnymi liśćmi i kwiatami. Są one halofitami, kserofitami lub reofitami. Największe ich zróżnicowanie występuje na obszarze śródziemnomorskim i dalej na wschodzie, po Azję Środkową. Przedstawiciele występują na znacznej części Europy, Azji i północnej Afryki, gatunki zawleczone do Ameryki Północnej, Południowej i Australii zadomowiły się tam i stały się inwazyjne. W Europie środkowej występuje tylko września pobrzeżna (Myricaria germanica), uprawiane są rośliny z rodzaju tamaryszek (Tamarix). 
Tamaryszki sadzone są jako ozdobne, ale też często dla ochrony gleby na obszarach suchych i wzdłuż wybrzeży, dlatego że odporne są na zasolenie, zalewy i susze, a ich silne korzenie chronią grunt przed erozją. Giętkie pędy wykorzystywane bywają w plecionkarstwie. Poza tym zbiera się z nich galasy będące surowcem do produkcji tanin, a z wrześni pobrzeżnej wytwarza się czarny barwnik. 

## Morfologia
PokrójNiewielkie drzewa, krzewy i krzewinki z cienkimi i zielonymi – asymilacyjnymi pędami.
LiścieDrobne, skrętoległe, iglaste lub łuskowate, bez przylistków. Zwykle są siedzące i zawierają gruczoły wydzielające sól.
KwiatyDrobne, obupłciowe, wyrastają pojedynczo (Reaumuria, Hololachna) w kątach liści lub w wielkiej liczbie skupione w gęste kłosy i grona. Są u większości gatunków promieniste i obupłciowe, 4- lub 5-krotne, listki okwiatu są wolne, w dwóch okółkach. Płatki korony i pręciki w liczbie 5 lub 10 (rzadko więcej) wyrastają z mięsistego miodnika lub (rzadziej) z nasady płatków. Nitki pręcików są wolne lub zrastają się w pęczki. Zalążnia jednokomorowa, górna powstaje z 2, 4 lub 5 owocolistków. Nad zalążnią znajduje się siedzące znamię lub szyjki słupków w liczbie odpowiadającej liczbie owocolistków, rzadziej szyjka jest pojedyncza.
OwoceTorebki dojrzewające w trwałym kielichu. Nasiona bardzo liczne, są oskrzydlone lub zaopatrzone w długie włoski.

## Systematyka
Pozycja systematyczna według APweb (aktualizowany system APG IV z 2016)
Rodzina siostrzana dla pomorzlinowatych w kladzie polygonids w obrębie rzędu goździkowców. W obrębie rodziny klad bazalny tworzy rodzaj Reaumuria.
|  | Droseraceae – rosiczkowate      |
|  |                                 |
|  | Nepenthaceae – dzbanecznikowate |
|  |                                 |

|  | Drosophyllaceae – rosolistnikowate                                     |
|  |                                                                        |
|  | \| \| Ancistrocladaceae \| \| \| \| \| \| Dioncophyllaceae \| \| \| \| |
|  |                                                                        |
|  | Ancistrocladaceae                                                      |
|  |                                                                        |
|  | Dioncophyllaceae                                                       |
|  |                                                                        |

|  | Ancistrocladaceae |
|  |                   |
|  | Dioncophyllaceae  |
|  |                   |

|  | Droseraceae – rosiczkowate      |
|  |                                 |
|  | Nepenthaceae – dzbanecznikowate |
|  |                                 |

|  | Drosophyllaceae – rosolistnikowate                                     |
|  |                                                                        |
|  | \| \| Ancistrocladaceae \| \| \| \| \| \| Dioncophyllaceae \| \| \| \| |
|  |                                                                        |
|  | Ancistrocladaceae                                                      |
|  |                                                                        |
|  | Dioncophyllaceae                                                       |
|  |                                                                        |

|  | Ancistrocladaceae |
|  |                   |
|  | Dioncophyllaceae  |
|  |                   |

|  | Frankeniaceae – pomorzlinowate |
|  |                                |
|  | Tamaricaceae – tamaryszkowate  |
|  |                                |

|  | Plumbaginaceae – ołownicowate |
|  |                               |
|  | Polygonaceae – rdestowate     |
|  |                               |

|  | Frankeniaceae – pomorzlinowate |
|  |                                |
|  | Tamaricaceae – tamaryszkowate  |
|  |                                |

|  | Plumbaginaceae – ołownicowate |
|  |                               |
|  | Polygonaceae – rdestowate     |
|  |                               |

|  | Droseraceae – rosiczkowate      |
|  |                                 |
|  | Nepenthaceae – dzbanecznikowate |
|  |                                 |

|  | Drosophyllaceae – rosolistnikowate                                     |
|  |                                                                        |
|  | \| \| Ancistrocladaceae \| \| \| \| \| \| Dioncophyllaceae \| \| \| \| |
|  |                                                                        |
|  | Ancistrocladaceae                                                      |
|  |                                                                        |
|  | Dioncophyllaceae                                                       |
|  |                                                                        |

|  | Ancistrocladaceae |
|  |                   |
|  | Dioncophyllaceae  |
|  |                   |

|  | Droseraceae – rosiczkowate      |
|  |                                 |
|  | Nepenthaceae – dzbanecznikowate |
|  |                                 |

|  | Drosophyllaceae – rosolistnikowate                                     |
|  |                                                                        |
|  | \| \| Ancistrocladaceae \| \| \| \| \| \| Dioncophyllaceae \| \| \| \| |
|  |                                                                        |
|  | Ancistrocladaceae                                                      |
|  |                                                                        |
|  | Dioncophyllaceae                                                       |
|  |                                                                        |

|  | Ancistrocladaceae |
|  |                   |
|  | Dioncophyllaceae  |
|  |                   |

|  | Frankeniaceae – pomorzlinowate |
|  |                                |
|  | Tamaricaceae – tamaryszkowate  |
|  |                                |

|  | Plumbaginaceae – ołownicowate |
|  |                               |
|  | Polygonaceae – rdestowate     |
|  |                               |

|  | Frankeniaceae – pomorzlinowate |
|  |                                |
|  | Tamaricaceae – tamaryszkowate  |
|  |                                |

|  | Plumbaginaceae – ołownicowate |
|  |                               |
|  | Polygonaceae – rdestowate     |
|  |                               |

Podział na plemiona i rodzaje
Plemię: Reaumurieae
- Hololachna Ehrenb.
- Reaumuria Hasselq. ex L.

Plemię: Tamariscaceae
- Myricaria Desv. – września
- Myrtama Ovcz. & Kinzik.
- Tamarix L. – tamaryszek